# Campionati europei di nuoto 2010 - 200 metri misti maschili
Le qualifiche per la semifinale si sono svolte la mattina del 10 agosto 2010, mentre la semifinale si è svolta la sera dello stesso giorno. La finale, invece, si è svolta la sera dell'11 agosto 2010

## Medaglie
| Posizione | Atleta       | Paese       |
| --------- | ------------ | ----------- |
| Oro       | László Cseh  | Ungheria    |
| Argento   | Markus Rogan | Austria     |
| Bronzo    | Joe Roebuck  | Regno Unito |

## Record
Prima della manifestazione il record del mondo (RM), il record europeo (EU) e il record dei campionati (RC) erano i seguenti.
| Record mondiale       | 1'54"10 | Ryan Lochte Stati Uniti | 30 luglio 2009 Roma, Italia          |
| Record europeo        | 1'55"18 | László Cseh Ungheria    | 29 luglio 2009 Roma, Italia          |
| Record dei campionati | 1'57"90 | László Cseh Ungheria    | 19 marzo 2008 Eindhoven, Paesi Bassi |

Durante la competizione sono stati migliorati i seguenti record:
| Data      | Evento | Atleta      | Nazione  | Tempo   | Record                |
| --------- | ------ | ----------- | -------- | ------- | --------------------- |
| 11 agosto | Finale | László Cseh | Ungheria | 1'57"73 | Record dei campionati |

## Risultati batterie
Sono ammessi alla semifinale solo due atleti per nazione.
| Pos. | Atleta                 | Nazionalità          | Tempo       | Batteria    | Corsia      | Note        |
| ---- | ---------------------- | -------------------- | ----------- | ----------- | ----------- | ----------- |
| 1    | László Cseh            | Ungheria             | 1:58.76     | 5           | 4           |             |
| 2    | Markus Rogan           | Austria              | 1:59.83     | 4           | 4           |             |
| 3    | Vytautas Janušaitis    | Lituania             | 2:00.05     | 4           | 3           |             |
| 4    | Simon Sjoedin          | Svezia               | 2:00.29     | 5           | 3           |             |
| 5    | Markus Deibler         | Germania             | 2:00.53     | 5           | 5           |             |
| 6    | Dávid Verrasztó        | Ungheria             | 2:00.77     | 4           | 2           |             |
| 7    | Dinko Jukić            | Austria              | 2:00.90     | 3           | 5           |             |
| 8    | Aleksandr Tichonov     | Russia               | 2:00.95     | 4           | 6           |             |
| 9    | Joe Roebuck            | Regno Unito          | 2:01.03     | 3           | 4           |             |
| 10   | Alan Cabello Forns     | Spagna               | 2:01.23     | 4           | 5           |             |
| 11   | Marcin Tarczynski      | Polonia              | 2:01.25     | 4           | 1           |             |
| 12   | Gal Nevo               | Israele              | 2:01.36     | 3           | 1           |             |
| 13   | Diogo Filipe Carvalho  | Portogallo           | 2:01.77     | 5           | 6           |             |
| 14   | Martin Liivamagi       | Estonia              | 2:02.02     | 2           | 4           |             |
| 15   | Denys Dubrov           | Ucraina              | 2:02.03     | 5           | 7           |             |
| 16   | Peter Nagy             | Ungheria             | 2:02.62     | 4           | 7           |             |
| 17   | Carlos Esteves Almeida | Portogallo           | 2:02.75     | 1           | 3           |             |
| 18   | Jakub Jasinski         | Polonia              | 2:02.79     | 3           | 2           |             |
| 19   | Carlos Vives Gomis     | Spagna               | 2:02.97     | 5           | 1           |             |
| 20   | Tomas Fucik            | Rep. Ceca            | 2:03.21     | 2           | 6           |             |
| 21   | Niksa Roki             | Croazia              | 2:03.32     | 1           | 4           |             |
| 22   | Yannick Lebherz        | Germania             | 2:03.45     | 3           | 7           |             |
| 23   | Daniel Skaaning        | Danimarca            | 2:04.14     | 2           | 3           |             |
| 24   | Luca Angelo Dioli      | Italia               | 2:04.29     | 3           | 6           |             |
| 25   | Chris Christensen      | Danimarca            | 2:04.35     | 3           | 8           |             |
| 26   | Roberto Pavoni         | Regno Unito          | 2:04.40     | 5           | 2           |             |
| 27   | Federico Turrini       | Italia               | 2:04.93     | 3           | 3           |             |
| 28   | Sasa Impric            | Croazia              | 2:05.19     | 2           | 2           |             |
| 29   | Bence Pulai            | Ungheria             | 2:05.35     | 4           | 8           |             |
| 30   | Ensar Hajder           | Bosnia ed Erzegovina | 2:05.68     | 2           | 8           |             |
| 31   | Mateusz Matczak        | Polonia              | 2:06.71     | 2           | 5           |             |
| 32   | Vadym Leps'kyy         | Ucraina              | 2:06.82     | 5           | 8           |             |
| 33   | Hocine Haciane         | Andorra              | 2:11.15     | 2           | 7           |             |
| 34   | Pavels Vilcans         | Lettonia             | 2:17.62     | 1           | 5           |             |
|      | Andrew Bree            | Irlanda              | non partito | non partito | non partito | non partito |

## Semifinale
| Pos. | Atleta                 | Nazionalità | Batteria     | Corsia       | Tempo        | Note         |
| ---- | ---------------------- | ----------- | ------------ | ------------ | ------------ | ------------ |
| 1    | László Cseh            | Ungheria    | 2            | 4            | 1:58.33      |              |
| 2    | Markus Rogan           | Austria     | 1            | 4            | 1:59.17      |              |
| 3    | Gal Nevo               | Israele     | 1            | 7            | 1:59.67      |              |
| 4    | Simon Sjoedin          | Svezia      | 1            | 5            | 1:59.72      |              |
| 5    | Joe Roebuck            | Regno Unito | 2            | 2            | 1:59.74      |              |
| 6    | Dávid Verrasztó        | Ungheria    | 1            | 3            | 2:00.43      |              |
| 7    | Markus Deibler         | Germania    | 2            | 3            | 2:00.68      |              |
| 8    | Marcin Tarczynski      | Polonia     | 2            | 7            | 2:00.89      |              |
| 9    | Martin Liivamagi       | Estonia     | 1            | 1            | 2:00.93      |              |
| 10   | Dinko Jukić            | Austria     | 2            | 6            | 2:01.22      |              |
| 11   | Aleksandr Tichonov     | Russia      | 1            | 6            | 2:01.29      |              |
| 12   | Alan Cabello Forns     | Spagna      | 1            | 2            | 2:01.79      |              |
| 13   | Diogo Filipe Carvalho  | Portogallo  | 2            | 1            | 2:01.89      |              |
| 14   | Denys Dubrov           | Ucraina     | 2            | 8            | 2:03.18      |              |
| 15   | Carlos Esteves Almeida | Portogallo  | 1            | 8            | 2:03.92      |              |
|      | Vytautas Janušaitis    | Lituania    | squalificato | squalificato | squalificato | squalificato |

## Finale
| Pos. | Atleta            | Nazionalità | Corsia | Tempo   | Note                  |
| ---- | ----------------- | ----------- | ------ | ------- | --------------------- |
|      | László Cseh       | Ungheria    | 4      | 1:57.73 | Record dei campionati |
|      | Markus Rogan      | Austria     | 5      | 1:58.03 |                       |
|      | Joe Roebuck       | Regno Unito | 2      | 1:59.46 |                       |
| 4    | Gal Nevo          | Israele     | 3      | 1:59.83 |                       |
| 5    | Simon Sjoedin     | Svezia      | 6      | 2:00.11 |                       |
| 6    | Dávid Verrasztó   | Ungheria    | 7      | 2:00.72 |                       |
| 7    | Marcin Tarczynski | Polonia     | 8      | 2:00.81 |                       |
| 8    | Markus Deibler    | Germania    | 1      | 2:00.86 |                       |